# Sophie Blanchard
Sophie Blanchard (Trois-Canons, 25 de março de 1778 – Paris, 6 de julho de 1819) foi uma aeronauta francesa e esposa do pioneiro em balonismo Jean-Pierre Blanchard. Foi a primeira mulher a trabalhar como balonista profissional e, depois da morte de seu marido, continuou a balonar, fazendo mais de sessenta subidas. Conhecida em toda a Europa por seus espetáculos, entreteve Napoleão Bonaparte, que a promoveu para o cargo de "Aeronauta dos Festivais Oficiais", substituindo André-Jacques Garnerin. Na restauração da monarquia em 1814, apresentou-se para Luís XVIII, que a chamou de "Aeronauta Oficial da Restauração".
O balonismo era um negócio arriscado para seus pioneiros. Sophie perdeu a consciência em algumas ocasiões, suportou temperaturas congelantes e quase se afogou quando seu balão caiu em um pântano. Em 1819, tornou-se a primeira mulher a falecer em um acidente aéreo quando, durante uma exposição nos Jardins Tivoli em Paris, lançou fogos de artifício que inflamaram o gás em seu balão. A embarcação caiu no telhado de uma casa, causando a sua morte.
Comumente denominada como Madame Blanchard, também é conhecida por múltiplas combinações de seus nomes de solteira e casada, incluindo Madeleine-Sophie Blanchard, Marie Madeleine-Sophie Blanchard, Marie Sophie Armant e Madeleine-Sophie Armant Blanchard.

## Biografia

### Início de vida e carreira
Sophie Blanchard nasceu em Yves, perto de La Rochelle. Chamava-se Marie Madeleine-Sophie Armant e era filha de pais protestantes. Pouco se sabe de sua vida antes de seu casamento com Jean-Pierre Blanchard, o primeiro balonista profissional do mundo. A data de seu casamento não é clara; fontes citam tão cedo quanto 1794 ou 1797, mas a maioria indica 1804, o ano de sua primeira subida. Jean-Pierre Blanchard abandonou sua primeira esposa, Victoire Lebrun, e seus quatro filhos para viajar pela Europa em sua carreira como balonista, e ela morreu mais tarde na pobreza.
Variadamente descrita como a "esposa pequena, feia e nervosa" de Blanchard, "pequena com características afiadas de pássaros" e depois como "pequena e linda", Sophie sentia-se mais em casa no céu do que no chão, onde sua disposição nervosa deixava-a facilmente assustada. Ficava aterrorizada com ruídos altos e de andar em carruagens, mas não tinha medo no ar. Sophie e Jean-Pierre estavam juntos em um acidente em um voo em 1807 (a 11.ª subida dela e a 61.ª dele), em que chocaram-se e ele sofreu uma lesão na cabeça. O impacto aparentemente deixou-a muda durante algum tempo.

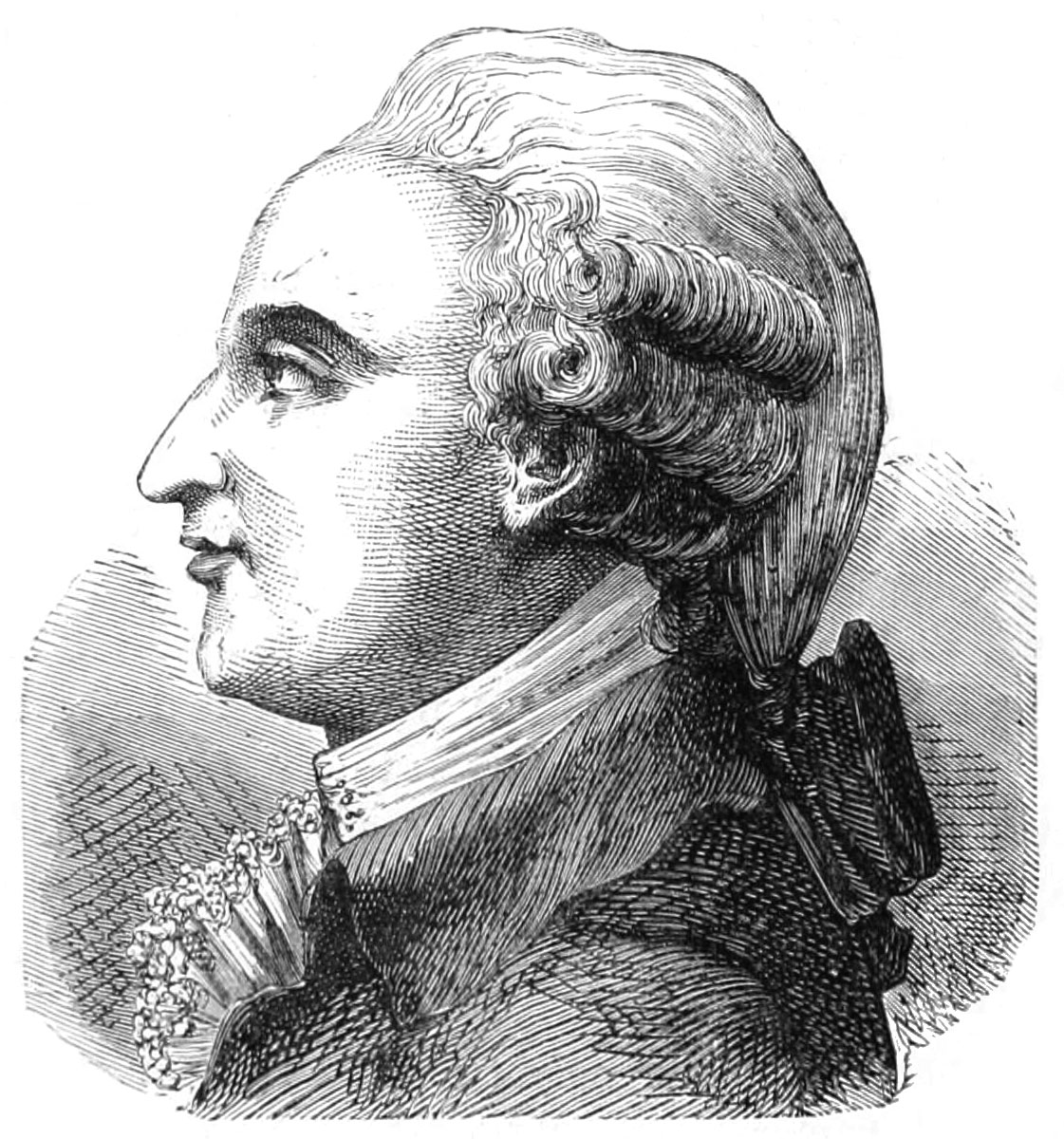
Ilustração de Jean-Pierre Blanchard.

Em 27 de dezembro de 1804, fez sua primeira subida em um balão com Jean-Pierre em Marselha. O casal enfrentou falência como resultado do senso empresarial ruim de Blanchard, e eles acreditavam que uma balonista feminina era uma novidade que poderia atrair atenção suficiente para resolver seus problemas financeiros. Ela descreveu o sentimento como uma "sensação incomparável". Sophie fez uma segunda subida com Blanchard e, em sua terceira em 18 de agosto de 1805, voou sozinha a partir do jardim do Claustro dos Jacobinos em Toulouse.
Sophie não foi a primeira mulher balonista. Em 20 de maio de 1784, a Marquesa e Condessa de Montalembert, a Condessa de Podenas e uma Senhorita de Lagarde haviam feito uma viagem em um balão atado em Paris. Nem a primeira mulher a subir num balão desamarrado: em sua época, Citoyenne Henri, que tinha feito uma subida com André-Jacques Garnerin em 1798, foi amplamente creditada como a primeira mulher a executar este tipo de balonismo, embora a distinção realmente pertencesse a Élisabeth Thible. Thible, uma cantora de ópera, fez uma subida para entreter o rei Gustavo III da Suécia em Lyon, em 4 de junho de 1784, catorze anos antes de Citoyenne Henri. Sophie foi, no entanto, a primeira mulher a pilotar seu próprio balão e a primeira a adotar o balonismo como carreira.
Em 1809, seu marido morreu devido a lesões sofridas quando caiu de seu balão em Haia depois de sofrer um ataque cardíaco. Após sua morte, Sophie continuou a fazer subidas, especializando-se em voos noturnos, muitas vezes ficando nas alturas a noite toda.

### Carreira solo

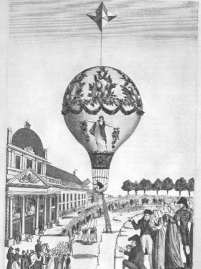
Subida do Campo de Marte, em 24 de junho de 1810.

Assim como seu marido, Sophie conduziu experimentos com paraquedas, exercícios de paraquedismo com cães em seu balão e, como parte de seus espetáculos, lançava fogos de artifício e soltava cestas de pirotecnia ligadas a pequenos paraquedas. Outros aeronautas estavam conquistando reputação ao realizarem saltos de paraquedas das cestas de balões, em particular a família de André-Jacques Garnerin, cuja esposa, filha e sobrinha praticavam regularmente. A sobrinha de André-Jacques, Élisa Garnerin, era a principal rival de Sophie como uma aeronauta feminina, e era raro que um evento satisfatório não tivesse uma performance de uma das duas. Sophie pode até ter feito algumas exibições de paraquedismo, mas seu principal interesse era no balonismo.
O casal ainda estava com dívidas no momento da morte de Jean-Pierre, de modo que, ao escolher um balão, Sophie optava pela austeridade o máximo que podia. Usou um balão de gás cheio de hidrogênio (ou Charlière), pois permitia que realizasse sua subida em uma cesta pouco maior do que uma cadeira. O balão de hidrogênio também a libertou de ter que cuidar do fogo para manter a embarcação no ar. Como era pequena e leve, conseguiu reduzir a quantidade de gás usado para inflar o balão. Sophie usava, ou pelo menos possuía, um balão de ar quente; o coronel britânico Francis Maceroni escreveu em suas memórias que ela lhe vendeu um no ano de 1811 por quarenta libras.
Tornou-se a preferida de Napoleão, e ele a nomeou para substituir Garnerin em 1804, que caiu em desgraça ao não controlar o balão que havia enviado para marcar a coroação de Napoleão em Paris; o balão acabou se afastando até Roma, onde entrou no Lago de Bracciano e tornou-se assunto de muitas piadas à custa de Napoleão. O título dado a ela por Napoleão não está claro: ele certamente a fez sua "Aeronauta dos Festivais Oficiais" ("Aéronaute des Fêtes Officielles") com a responsabilidade de organizar exibições de balonismo em eventos importantes, mas também pode ter feito dela a sua Ministra-Chefe do Ar de Balonismo, período durante o qual foi relatado que eles tinham desenvolvido planos para uma invasão aérea da Inglaterra.

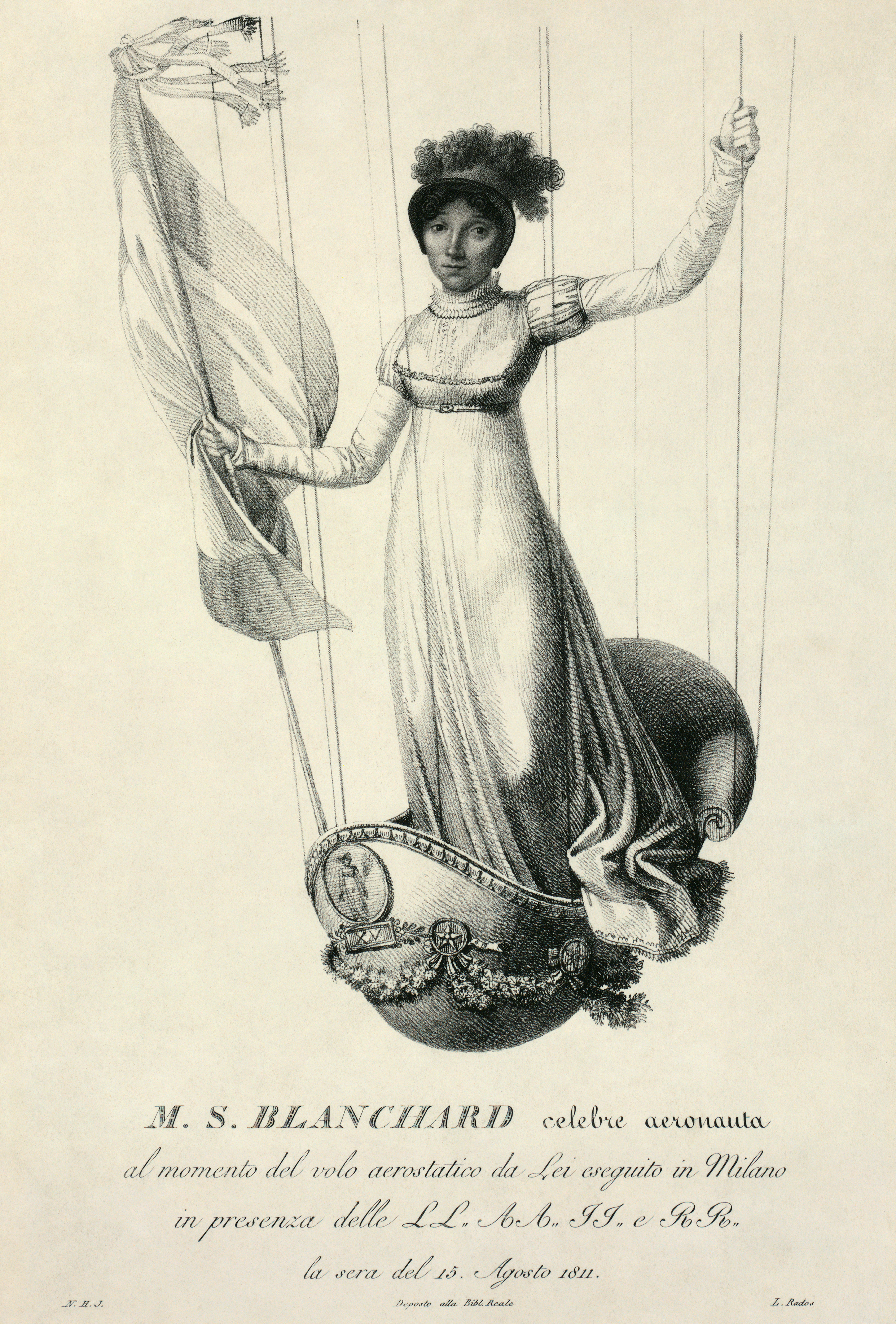
Cartão-postal do voo de Sophie, feito para celebrar o 42.º aniversário de Napoleão.

Sophie fez subidas para entreter Napoleão em 24 de junho de 1810 do Campo de Marte, em Paris, e na celebração montada pela Guarda Imperial por seu casamento com Maria Luísa de Áustria. No nascimento do filho de Napoleão, sobrevoou Paris lançando folhetos que anunciavam o ocorrido. Sophie atuou na celebração oficial de seu batismo no Castelo de Saint-Cloud, em 23 de junho de 1811, com uma exibição de fogos de artifício lançada a partir do balão, e novamente na Festa do Imperador em Milão, em 15 de agosto de 1811. Fez uma subida durante o mau tempo sobre o Campo de Marte, em Nápoles, para acompanhar a revista das tropas por Joachim Murat, cunhado de Napoleão e rei de Nápoles, em 1811. Quando Luís XVIII entrou em Paris, em 4 de maio de 1814, depois de ser restituído ao trono francês, subiu em seu balão da Pont Neuf como parte da procissão triunfal. Luís ficou tão impressionado com seu desempenho que a apelidou de "Aeronauta Oficial da Restauração".
Conhecida em toda a Europa, Sophie atraiu grandes multidões para as suas subidas. Em Frankfurt, ela aparentemente foi a causa da pouca recepção da ópera de Carl Maria von Weber, Silvana, na sua noite de abertura, 16 de setembro de 1810: as pessoas da cidade reuniram-se para ver sua exibição, enquanto apenas alguns participaram da estreia da ópera. Também fez muitas exibições na Itália. Em 1811, viajou de Roma a Nápoles, fazendo uma parada depois de viajar 60 milhas (97 km), e mais tarde voltou novamente a Roma a uma altitude de 12 000 pés (3 660 m), onde alegou que havia caído em um sono profundo antes de pousar em Tagliacozzo. No mesmo ano, novamente perdeu a consciência depois de ter que subir ainda mais para evitar ficar presa em uma tempestade de granizo perto de Vincennes. Como resultado, passou 14½ horas no ar. Sophie cruzou os Alpes em um balão, e em uma viagem a Turim, em 26 de abril de 1812, a temperatura estava tão baixa que sofreu um sangramento no nariz e pingentes de gelo foram formados em suas mãos e rosto. Quase morreu em 21 de setembro de 1817 quando, em um voo de Nantes (seu 53.º), confundiu um campo pantanoso como um ponto de pouso seguro. O dossel de seu balão ficou preso em uma árvore que fazia a cadeira se virar; enredada no equipamento, foi forçada a entrar na água do pântano e teria se afogado se a ajuda não tivesse chegado logo após o pouso. Identificando-se com Marie Thérèse de Lamourous, que tentava dirigir um abrigo para "mulheres com problemas" (La Miséricorde) em Bordéus, ofereceu-se para doar ao empreendimento os lucros obtidos de uma de suas subidas. De Lamourous recusou a oferta alegando que não poderia ser a causa pela qual alguém arriscaria sua vida.

### Morte

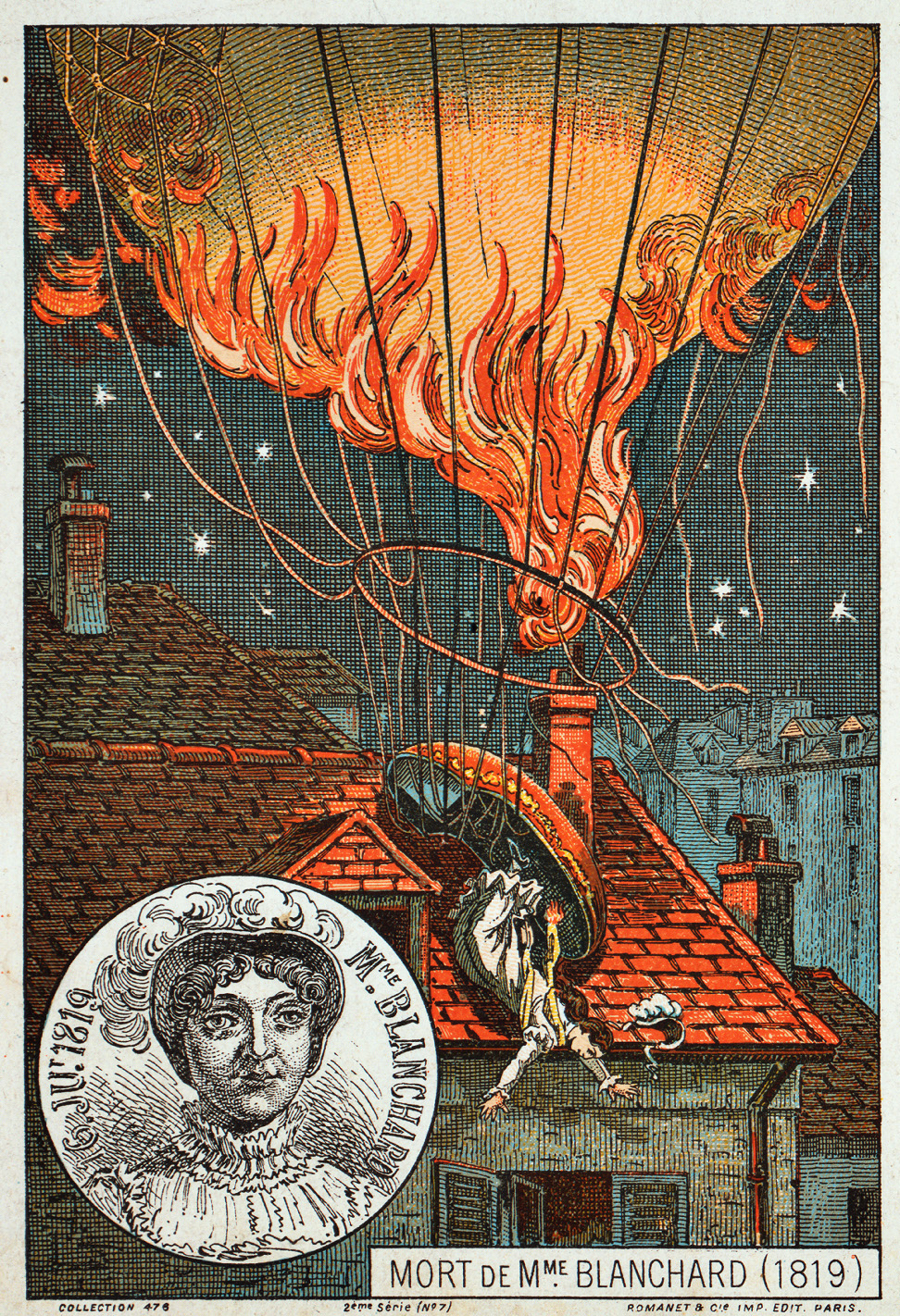
Morte da Sra. Blanchard, uma ilustração do final do século XIX.

Em 6 de julho de 1819, em uma exibição nos Jardins Tivoli em Paris, seu balão cheio de hidrogênio pegou fogo; Sophie, enredada em torno dele, foi morta. Notou-se que, antes de iniciar essa subida, estava inusitadamente nervosa. Sophie atuava regularmente nos Jardins Tivoli, fazendo duas subidas por semana quando estava em Paris. Ela havia sido avisada repetidamente do perigo de usar fogos de artifício em suas exposições. Esta exibição deveria ser particularmente impressionante, com muito mais pirotecnia do que o habitual, e parece que as advertências a impressionaram. Alguns espectadores imploraram para que não fizesse a subida, mas outros, ansiosos para ver o show, incentivaram-na. Um relato sugeriu que ela finalmente decidiu-se e entrou na cadeira dizendo: "Allons, ce sera pour la dernière fois" ("Vamos lá, esta será a última vez").
Às 10:30 p.m. (as versões diferem quanto ao horário exato), Sophie começou sua subida, carregando uma bandeira branca e vestindo um vestido branco e um chapéu branco coberto de plumas de avestruz. O vento soprava fortemente, e parece que o balão teve dificuldades para se levantar. Ao derrubar o balastro, conseguiu certa elevação, mas tocou nas árvores ao subir. Assim que tinha ultrapassado as copas das árvores, começou a exibição agitando sua bandeira. O balão foi iluminado por cestas contendo "fogos de Bengala", uma pirotecnia colorida de lenta combustão.
Poucos momentos depois de começar a exibição, e enquanto ainda subia, o balão foi visto em chamas. Alguns relatos dizem que o balão desapareceu momentaneamente atrás de uma nuvem e que, quando reapareceu, estava em chamas - independentemente das circunstâncias, o gás no balão estava queimando. Sophie começou a descer rapidamente, mas o balão, apanhado pelo vento, continuou a se afastar dos jardins até que caiu. Alguns espectadores achavam que esses eventos faziam parte da apresentação e aplaudiam e gritavam, demonstrando aprovação. O balão não subiu muito alto e, embora o gás escapando estivesse queimando, o gás dentro do balão manteve-o em uma elevação suficiente por um tempo para impedir que a embarcação caísse diretamente no chão. Ao derrubar rapidamente o lastro, Sophie conseguiu retardar a descida. A maioria dos testemunhos diz que ela parecia calma durante a descida, mas que estava torcendo as mãos em desespero à medida que a embarcação se aproximava do chão. Rumores posteriores disseram que ela agarrava a cadeira com tanta força que "várias artérias haviam rompido com o esforço."

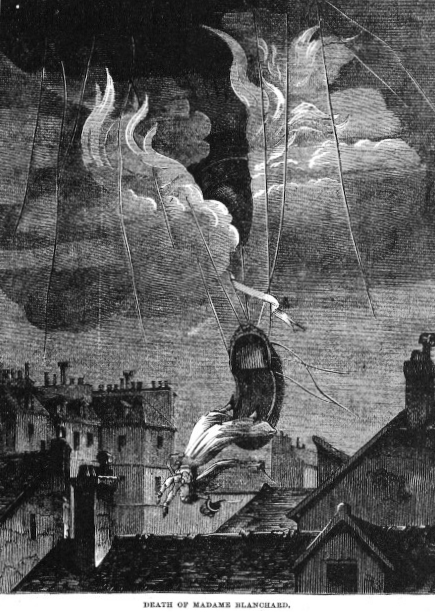
Outra imagem, de 1869, de sua morte.

Logo acima dos telhados da Rue de Provence, o gás do balão acabou e a embarcação atingiu o telhado de uma casa. É considerado provável que ela teria sobrevivido se este tivesse sido o fim do incidente, mas as cordas que sustentavam a cadeira no balão podem ter queimado, ou o impacto a jogado para frente, resultando na queda de Sophie, presa na rede do balão, para a rua abaixo. John Poole, uma testemunha ocular, descreveu seus últimos momentos:
Houve uma pausa terrível, em seguida a Sra. Blanchard, enrolada nas redes do balão, caiu no telhado inclinado de uma casa na Rue de Provence, e depois para a rua, onde seu corpo estilhaçado foi recolhido.
Alguns relatos afirmaram que ela gritava "À moi!" ("Ajuda", ou literalmente, "para mim") quando atingiu o telhado. Embora as multidões se apressassem-se para ajudá-la e tenham sido feitas tentativas de salvá-la, ela morreu instantaneamente, com o pescoço quebrado ou, no máximo, dez minutos depois. A causa mais provável do acidente parece ser que os fogos de artifício anexados a seu balão se deslocaram por uma árvore de sua posição original, possivelmente porque o balão estava excessivamente carregado e isso impediu que subisse rápido o suficiente. Quando ela acendeu os detonadores, os fogos de artifício dirigiram-se para o balão em vez de longe dele; um deles formou um buraco no tecido, inflamando o gás. Um homem descobriu o problema e gritou para ela não acender os detonadores, mas seus gritos foram abafados pelos aplausos da multidão. Notícias posteriores sugeriram que ela tinha deixado a válvula de gás aberta, permitindo que as faíscas inflamassem o gás e incendiassem o balão, ou que seu balão foi mal construído, permitindo que gás escapasse durante toda a subida.

### Legado

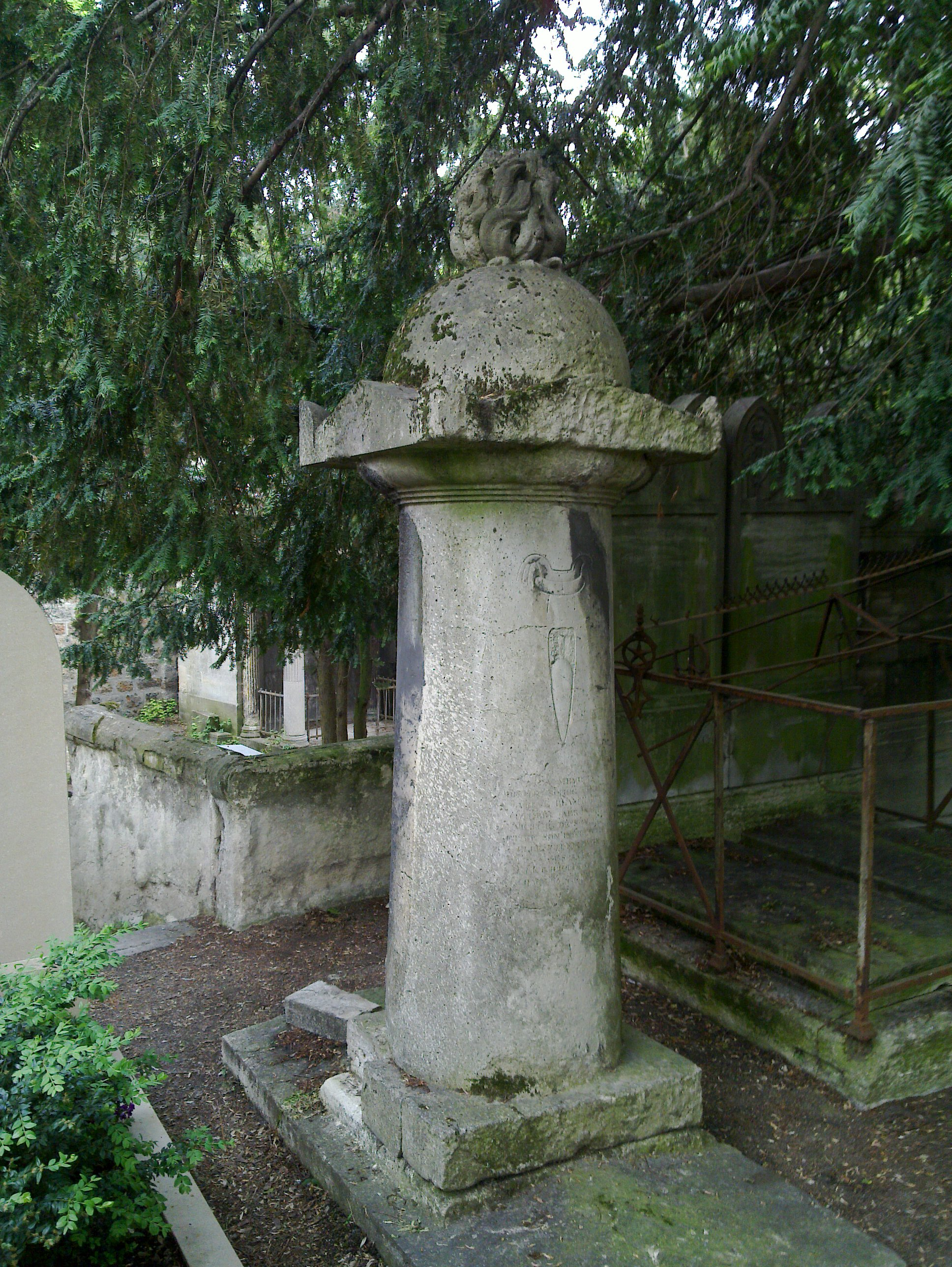
Túmulo de Sophie no Cemitério do Père-Lachaise, em 2010.

Norwich Duff, que testemunhou a subida de Sophie e o acidente, registrou:
O efeito de um acidente tão chocante nas mentes de vários milhares de pessoas reunidas para se divertir e que estavam de bom humor pode ser facilmente imaginado...
Ao saberem que Sophie tinha morrido, os proprietários dos Jardins Tivoli anunciaram imediatamente que o valor arrecadado pela venda de ingressos seria doado para ajudar seus filhos, e alguns espectadores apelaram aos cidadãos de Paris por doações. O apelo levantou 2 400 francos, mas após a coleta foi descoberto que ela não tinha filhos vivos, e então o dinheiro foi usado para erguer um memorial, coberto com uma representação de seu balão em chamas, acima de seu túmulo no Cemitério do Père-Lachaise. Sua lápide foi gravada com o epitáfio "victime de son art et de son intrépidité" ("vítima de sua arte e de sua intrepidez"). O restante do dinheiro, cerca de 1 000 francos, foi doado à Igreja Luterana Billettes, que Sophie frequentava. Embora não fosse rica, no momento de sua morte havia liquidado as dívidas deixadas pelo marido e estava financeiramente segura. Cada uma de suas subidas custava-lhe cerca de 1 000 francos, não incluindo o custo de manutenção do balão. No total, fez 67 delas. Em seu testamento, deixou imóveis no valor de 1 000 a 50 000 francos para a filha de conhecidos.
A história de sua morte foi relatada em toda a Europa. Júlio Verne a mencionou em Cinco Semanas em um Balão e, em O Jogador, Fiódor Dostoiévski comparou a emoção de se comprometer com jogos de azar à sensação que Sophie deve ter tido quando caiu. Para outros, sua morte serviu de alerta, seja como exemplo de uma mulher que ultrapassou sua condição (em 1825, Grenville Mellen afirmou que o acontecimento era uma "prova cabal de que uma mulher em um balão está fora de seu habitat ou confortável demais nele") ou como o preço da vaidade por tentar shows tão espetaculares. Um romance inspirado em sua história, A Pequena Balonista de Linda Donn, foi publicado em 2006.